# Acid 11-eicosenoic
Acid 11-eicosenoic, hay còn gọi acid gondoic, là một acid béo omega-9 phi bão hoà đơn, được tìm thấy trong một số loại dầu thực vật và hạt; cụ thể là dầu jojoba. Đây là một trong số các acid eicosenoic.